# العلاقات الكوستاريكية النيبالية
العلاقات الكوستاريكية النيبالية هي العلاقات الثنائية التي تجمع بين كوستاريكا ونيبال.

## مقارنة بين البلدين
هذه مقارنة عامة ومرجعية للدولتين:
| وجه المقارنة                                              | كوستاريكا                                 | نيبال                             |
| --------------------------------------------------------- | ----------------------------------------- | --------------------------------- |
| المساحة (كم2)                                             | 51.10 ألف                                 | 147.18 ألف                        |
| عدد السكان (نسمة)                                         | 4.91 مليون                                | 29.40 مليون                       |
| الكثافة السكانية (ن./كم²)                                 | 96.09                                     | 199.76                            |
| العاصمة                                                   | سان خوسيه                                 | كاتماندو                          |
| اللغة الرسمية                                             | اللغة الإسبانية                           | اللغة النيبالية                   |
| العملة                                                    | كولون كوستاريكي                           | روبية نيبالية                     |
| الناتج المحلي الإجمالي (بليون دولار)                      | 57.06 مليار                               | 24.47 مليار                       |
| الناتج المحلي الإجمالي (تعادل القوة الشرائية) بليون دولار | 74.98 مليار                               | 70.20 مليار                       |
| الناتج المحلي الإجمالي الاسمي للفرد دولار أمريكي          | 11.26 ألف                                 | 743                               |
| الناتج المحلي الإجمالي للفرد دولار أمريكي                 | 14.92 ألف                                 | 2.37 ألف                          |
| مؤشر التنمية البشرية                                      | 0.766                                     | 0.548                             |
| رمز المكالمات الدولي                                      | +506                                      | +977                              |
| رمز الإنترنت                                              | .cr، قائمة نطاقات المستوى الأعلى للإنترنت | .np                               |
| المنطقة الزمنية                                           | 00                                        | UTC+05:45، التوقيت الموحد لنيبال ‏ |

## منظمات دولية مشتركة
يشترك البلدان في عضوية مجموعة من المنظمات الدولية، منها:
| علم المنظمة | اسم المنظمة                               | تاريخ انضمام كوستاريكا | تاريخ انضمام نيبال |
| ----------- | ----------------------------------------- | ---------------------- | ------------------ |
|             | مؤسسة التنمية الدولية                     | 30 يونيو 1961          | 6 مارس 1963        |
|             | يونسكو                                    | 19 مايو 1950           | 1 مايو 1953        |
|             | مؤسسة التمويل الدولية                     | 20 يوليو 1956          | 7 يناير 1966       |
|             | منظمة حظر الأسلحة الكيميائية              | ?                      | ?                  |
|             | الأمم المتحدة                             | 2 نوفمبر 1945          | 14 ديسمبر 1955     |
|             | منظمة الشرطة الجنائية الدولية             | ?                      | ?                  |
|             | البنك الدولي للإنشاء والتعمير             | 8 يناير 1946           | 6 سبتمبر 1961      |
|             | الاتحاد البريدي العالمي                   | ?                      | ?                  |
|             | المركز الدولي لتسوية المنازعات الاستشارية | 27 مايو 1993           | 6 فبراير 1969      |
|             | وكالة ضمان الاستثمار متعدد الأطراف        | 8 فبراير 1994          | 9 فبراير 1994      |
|             | منظمة التجارة العالمية                    | ?                      | ?                  |
|             | الفريق المعني برصد الأرض                  | ?                      | ?                  |

## وصلات خارجية
- موقع وزارة الخارجية الكوستاريكية
- موقع وزارة الخارجية النيبالية